# Aumento del compromiso
El comportamiento denominado aumento del compromiso fue descrito por primera vez en 1976 por Barry M. Staw en su trabajo, "Knee deep in the big muddy: A study of escalating commitment to a chosen course of action" (traducción: "Enterrado en el barro: estudio sobre el aumento del compromiso con respecto a un curso de acción elegido"). Más recientemente se ha usado la expresión "falacia del costo hundido" para describir el fenómeno por el cual las personas justifican una decisión de incrementar una inversión, basándose en la inversión previa acumulada, a pesar de que exista evidencia reciente que indica que el costo, a partir de hoy, de continuar en el curso de acción elegido supera al beneficio que es razonable obtener. Estas inversiones pueden incluir dinero, tiempo, o — en el caso de estrategia militar —vidas humanas. 
La expresión también se utiliza para referirse a situaciones en que se toman decisiones erróneas en el ámbito de los negocios, política, y juego. Se ha utilizado esta expresión para describir el compromiso de Estados Unidos en conflictos militares tales como Vietnam en la década de 1960 - 1970 e Irak en los 2000, donde los dólares y vidas perdidas se usaban para justificar la continuación del compromiso.
Adicionalmente, a veces se utiliza el término, "aumento irracional" (a veces mencionado como "aumento irracional del compromiso" o "sesgo del compromiso") en el ámbito de la psicología y sociología para referirse a una situación en la cual las personas pueden tomar decisiones irracionales basadas en decisiones racionales del pasado o para justificar decisiones que ya se han tomado. Existen numerosos ejemplos sobre casos en los cuales se generan guerras de ofertas y contraofertas por un bien (por ejemplo en una subasta); los oferentes pueden terminar pagando un precio muy superior al valor del objeto para justificar los costos iniciales asociados con la preparación de la oferta (tal como investigación), y como parte de un instinto competitivo.

## Los cuatro determinantes principales en el aumento del compromiso
Los principales factores que influyen sobre esta tendencia a invertir en proposiciones perdedoras son:
- Social (presión de pares)
- Psicológica (apuestas)
- Proyecto (compromisos pasados)
- Estructural (factores culturales y del entorno)

## Ejemplos
- La "subasta de un dólar" es un juego diseñado para demostrar este concepto.
- Luego de una acalorada batalla de ofertas, finalmente Robert Campeau compró Bloomingdale's por unos $600 millones más caro que su valor. El Wall Street Journal comentó que "ya no se trata de precio sino de egos." Campeau debió declarar su quiebra poco tiempo después.[3]